# Västfronten under andra världskriget
Västfronten under andra världskriget syftar vanligen på den del av krigföringen som skedde mellan Tyskland och de västallierade (huvudsakligen Frankrike, Storbritannien och USA) på europeisk mark under andra världskriget.

## Händelser

### 1940
- Slaget om Frankrike
- Slaget om Storbritannien
- Blitzen

### 1942
Räden i Dieppe

### 1944
- D-dagen
- Operation Market Garden
- Ardenneroffensiven

### 1945
- Slaget om Ruhrområdet
- Nazitysklands kollaps